# Mahroni
Mahroni är en ort i Indien.   Den ligger i distriktet Lalitpur och delstaten Uttar Pradesh, i den centrala delen av landet, 500 km söder om huvudstaden New Delhi. Mahroni ligger 374 meter över havet och antalet invånare är 8 898.
Terrängen runt Mahroni är mycket platt, och sluttar norrut. Runt Mahroni är det ganska tätbefolkat, med 166 invånare per kvadratkilometer. Mahroni är det största samhället i trakten. Trakten runt Mahroni består till största delen av jordbruksmark.